# Anba Gabriel

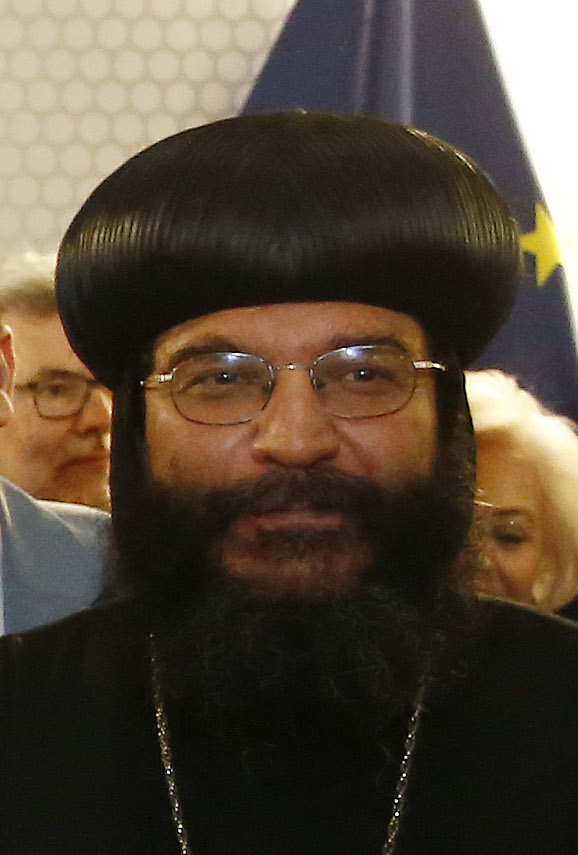
Anba Gabriel (2017)

Anba Gabriel (* 23. April 1959 in Bani Mazar, Gouvernement al-Minya, Ägypten) ist der Bischof der Diözese für Österreich und den deutschsprachigen Teil der Schweiz der Koptisch-Orthodoxen Kirche.
Anba Gabriel  promovierte 1982 als Chirurg und arbeitete als solcher sieben Jahre lang in der ägyptischen Stadt Minia. 1991 trat er in das St.-Pischoi-Kloster ein, 1995 empfing er die Priesterweihe. Er ging nach Europa, um die koptischen Gemeinden in Deutschland und in der Schweiz zu betreuen. Seit dem 17. Juni 2000 ist er der erste Bischof des Bistums für Österreich und die deutschsprachige Schweiz mit Sitz in Wien. 2004 fand seine Inthronisierung als Diözesanbischof statt.